# Pascal Papé

a Compétitions nationales et continentales officielles uniquement.

b Matchs officiels uniquement.
Pascal Papé, né le 5 octobre 1980 à Lyon (Rhône), est un joueur français de rugby à XV. Il a joué en équipe de France et évoluait au poste de deuxième ligne au sein de l'effectif du CS Bourgoin-Jallieu, Castres olympique puis du Stade français.
Après sa carrière, il est directeur du centre de formation du Stade français de 2017 à 2021, puis directeur sportif du CS Bourgoin-Jallieu depuis 2021.

## Biographie

### Parcours en club
Formé à Givors de 1990 à 1998, il rejoint le CS Bourgoin-Jallieu à 17 ans. Il intègre la section rugby du lycée l'Oiselet. Il joue ensuite en équipe première notamment avec les internationaux Olivier Milloud, Sébastien Chabal, Lionel Nallet et Julien Bonnaire.
En 2006, il quitte l'Isère pour rejoindre le Castres olympique. Il y retrouve Lionel Nallet avec qui il est en concurrence en deuxième ligne en club et en équipe de France.
Après une saison marquée par une décevante 11e place avec Castres et sa non-sélection en Coupe du monde, il rejoint le Stade français Paris. Champion de France avec ce club en 2015, il y reste jusqu'à sa fin de carrière en 2017, avant d'intégrer l'équipe dirigeante du club.

### En équipe nationale
À l'approche de la Coupe du monde 2003, il est mis en concurrence avec Jérôme Thion pour compléter le trio de deuxième ligne régulièrement sélectionné en équipe de France, composé de Fabien Pelous, Olivier Brouzet et David Auradou. Remplaçant pour le premier match, il se blesse et ne peut finir la tournée de juin. Jérôme Thion, excellent, est sélectionné, sera titulaire et s'avèrera être une révélation de la compétition, titulaire aux côtés de Fabien Pelous.
Il honore sa première cape internationale en équipe de France le 14 février 2004 contre l'équipe d'Irlande contre laquelle il marque un essai en fin de match. Titulaire tout le Tournoi aux côtés de Fabien Pelous, et en l'absence de Jérôme Thion, forfait, il remporte le grand chelem. 
Les trois saisons suivantes, il ne parvient pas à bousculer la hiérarchie.
En 2007, alors qu'il a rejoint son ancien mentor et coéquipier Lionel Nallet à Castres, ce dernier, en l'absence de Fabien Pelous, lui grille même la politesse dans la hiérarchie des deuxième ligne.
Il est capitaine d'une équipe de France privée de ses cadres pour la tournée en Nouvelle-Zélande en juin 2007. N'ayant pas satisfait le sélectionneur Bernard Laporte, il n'est pas retenu dans la liste des 30 joueurs retenus pour la coupe du monde 2007 en France.

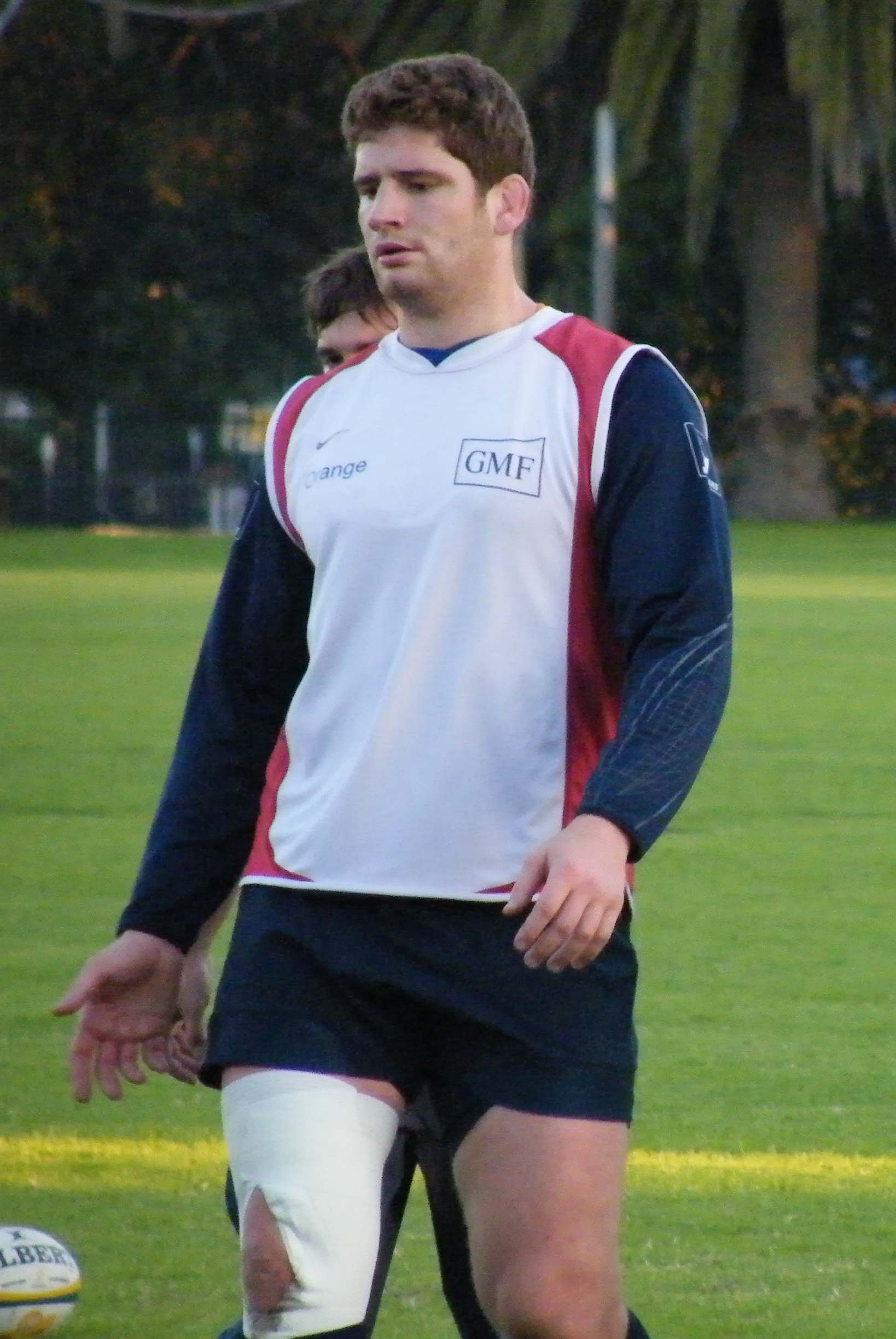
Pascal Papé, en 2009, à l'entraînement avec le XV de France.

Le sélectionneur suivant, Marc Lièvremont, compte toutefois sur lui et l'aligne presque systématiquement avec Lionel Nallet. Malgré une blessure, il remporte tout de même un grand chelem en 2010.
Il se blesse gravement au ligament croisé antérieur du genou droit en 2008 et est indisponible huit mois puis se blesse à nouveau à ce même genou trois semaines après avoir repris en mars 2009, étant indisponible pendant cinq semaines et enfin à la cheville en 2010,.
Après un mondial 2011 disputé en tant que titulaire, Pascal Papé devient un cadre de l'équipe de France, prenant une envergure impressionnante sur la fin de la compétition et lors des premiers matchs du Tournoi des Six Nations 2012. Il analyse notamment ce nouveau statut en confiant : « Désormais, j'essaye juste d'amener ce que je sais faire et je ne me pose plus de questions. Avant, je m'en posais trop sur ce que je valais véritablement. Mais j'ai mûri, grâce notamment à l'énorme expérience emmagasinée en Nouvelle-Zélande ». Il livre sa vision du bon deuxième-ligne dans un entretien accordé à L'Équipe lors de la dernière Coupe du monde : « Si les mêlées partent en travers, c'est lui qui met des claques au pilier d'en face pour le redresser ». Il apprécie le combat et un rugby rugueux et rude.
Pascal Papé est nommé capitaine de l'équipe de France pour les test-matchs de novembre 2012, en remplacement de Thierry Dusautoir, blessé au genou. Malgré le retour de ce dernier pour le Tournoi des Six Nations 2013, il conserve le rôle de capitaine du XV de France. Blessé au dos lors du premier match contre l'Italie, il doit renoncer successivement au tournoi, à la fin de saison avec son club, à la tournée de l'équipe de France en Nouvelle-Zélande et à la pérennité de son statut de capitaine.
Il sera néanmoins encore capitaine de l'équipe de France à six reprises entre 2014 et 2015.

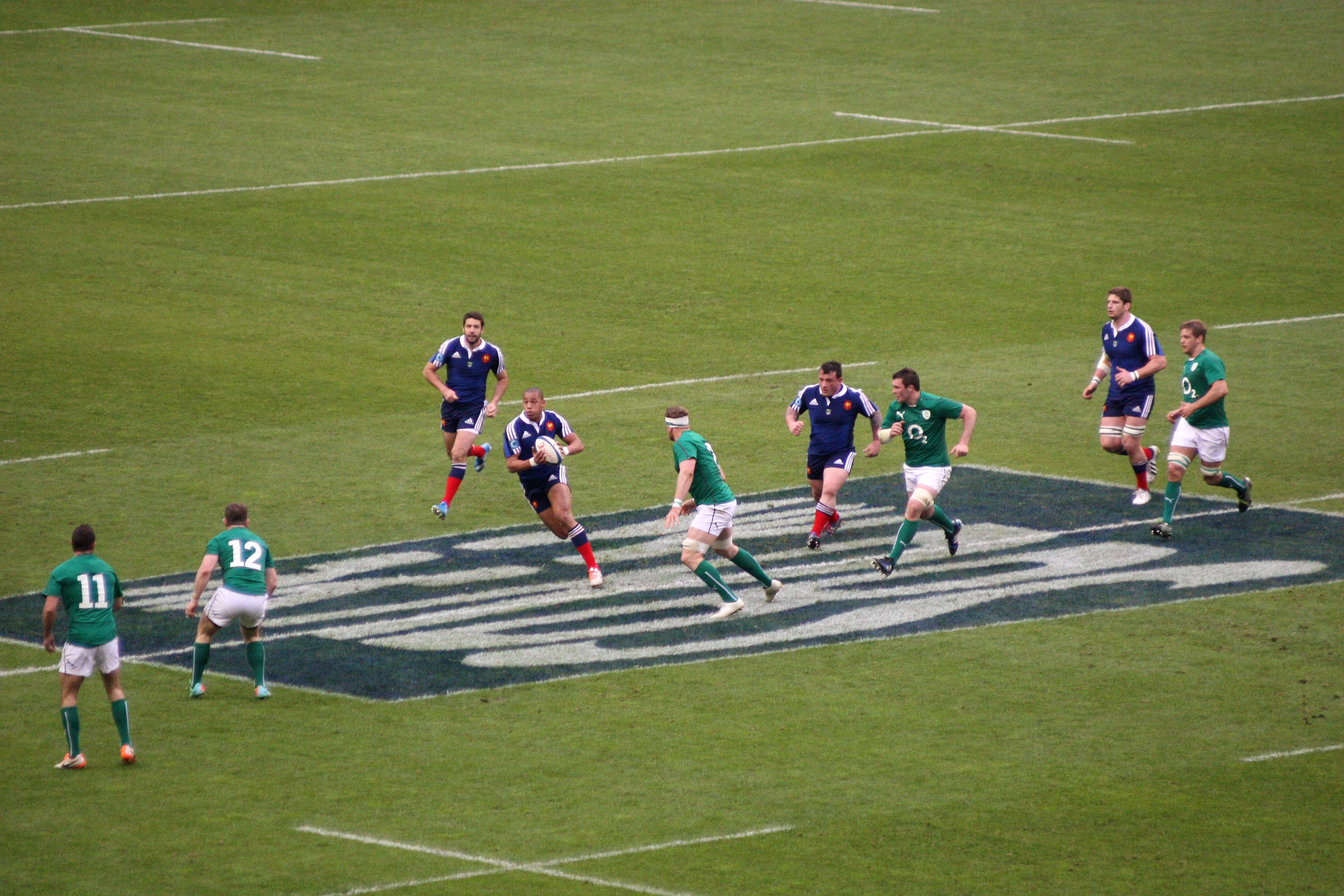
Pascal Papé (français le plus à droite), en soutien de Gaël Fickou, lors du Tournoi des Six Nations 2014 contre l'Irlande.

Après avoir repris la compétition avec son club le 17 août à Grenoble, il est rappelé par Philippe Saint-André pour participer aux stages de préparation à la tournée de novembre. Il retrouve ainsi les All Blacks pour sa 47e cape, en étant titulaire et en jouant tout le match de Paris, comptant pour le trophée Dave Gallaher.
Le 19 février 2015, il est suspendu 70 jours après un coup de genou porté au troisième-ligne irlandais Jamie Heaslip, lui occasionnant la fracture de trois vertèbres, lors du match Irlande-France de la deuxième journée du Tournoi des Six Nations (match remporté par les Irlandais sur le score de 18 à 11). Jusqu'alors irréprochable, il fait une saison bien loin de son niveau.
Il participe à la coupe du monde 2015 où il inscrit notamment un essai face au Canada et annonce sa retraite internationale au lendemain du quart de finale et la défaite de la France contre les All-blacks. 

### L'après-carrière
En novembre 2016, il est membre de la liste menée par Bernard Laporte pour intégrer le comité directeur de la Fédération française de rugby. Lors de l'élection du nouveau comité directeur, le 3 décembre 2016, la liste menée par Bernard Laporte obtient 52,6% des voix, soit 29 sièges, contre 35,28% des voix pour Pierre Camou (6 sièges) et 12,16% pour Alain Doucet (2 sièges). Pascal Papé intègre ainsi le comité directeur et Bernard Laporte est élu à la présidence de la fédération française de rugby. Il devient l'un des huit vice-présidents, chargé de l'international, et est le représentant de la FFR au sein du comité directeur de l'European Professional Club Rugby jusqu'à sa prise de fonction au sein du Stade français en 2017. Il quitte son poste de vice-président en juin 2019. En 2020, il est de nouveau candidat, en 16e position, sur la liste de Bernard Laporte pour être réélu au comité directeur de la FFR. La liste réunit 51,47 % des voix à l'issue du scrutin le 3 octobre 2020, et obtient 29 sièges. Pascal Papé est réélu au sein du comité directeur. Il démissionne de ce poste au cours du mandat, en octobre 2022.
En tant que vice-capitaine, le joueur est à l'origine du mouvement de contestation au sein du Stade français, à la suite de l'annonce de la fusion avec le Racing 92 prononcée le 13 mars 2017. Le lendemain, il annonce que son club est en grève et ne fera pas le déplacement à Castres, comptant pour la 21e journée. La Ligue nationale de rugby décide alors de reporter le match et le projet de fusion est finalement abandonné dans le week-end.
En 2016-2017, il est consultant pour le chaîne de télévision SFR Sport ou il intervient dans le magazine Entre les Potos et commente de façon occasionnelle des matchs de Premiership.
En 2017, après avoir mis un terme à sa carrière de joueur, il devient directeur du centre de formation du Stade français. Il dirige aussi la cellule de recrutement du club, et s'occupe de la détection et des relations avec les clubs partenaires et les agents. Il entraîne parfois auprès des jeunes, y compris ceux de l'équipe première, sur les skills notamment.
À partir du 31 août 2018, il est président de son club formateur, le SO Givors[Jusqu'à quand ?]. À partir de 2020, il est également entraîneur de l'équipe de France des moins de 18 ans, chargé des avants avec Aubin Hueber.
En 2020, il est nommé par le ministre de l'Éducation nationale Jean-Michel Blanquer pour prendre la présidence du troisième atelier de réflexion du Grenelle de l'éducation. Ce « Grenelle de l'éducation », structuré en 10 ateliers, a pour objectif de faire débattre des acteurs de la société civile sur l'école et les enseignants en novembre et décembre 2020 puis de remettre une synthèse au ministre.
En 2021, il quitte le Stade français pour devenir le directeur sportif du club professionnel où il a débuté, le CS Bourgoin-Jallieu rugby.

### Autres activités
Pascal Papé est l'un des fondateurs d'ATID Consulting, entreprise spécialisée dans la performance au cœur de l'entreprise et dans la prévention santé notamment.
Avec ses anciens coéquipiers David Attoub et Sylvain Nicolas, il est copropriétaire du prestigieux restaurant L'Île, situé à Vernaison.

## Palmarès

### En club
- Finaliste de la Coupe de la Ligue en 2003 avec le CS Bourgoin-Jallieu
- Finaliste de la Challenge Cup en 2011 avec le Stade Français Paris
- Vainqueur du Championnat de France en 2015 avec le Stade français Paris
- Vainqueur de la Challenge Cup en 2017 avec le Stade Français Paris

### En équipe nationale
- Grand Chelem : 2004, 2010
- Vainqueur du Tournoi des Six Nations : 2006, 2007.
- Finaliste de la coupe du monde 2011.

## Statistiques en équipe nationale
Au 19 octobre 2015, Pascal Papé compte 65 sélections, dont 57 titularisations, avec l'équipe de France au cours desquels il marque 25 points, cinq essais. Il obtient sa première cape le 14 février 2004 au Stade de France face à l'Irlande. Parmi ces rencontres, il occupe le poste de capitaine à 14 reprises, occupant pour la première fois cette fonction le 2 juin 2007 à Auckland face aux All Blacks.
Pascal Papé participe à deux éditions de la Coupe du monde en 2011 où les Bleus sont vaincus en finale par les All Blacks et en 2015. En 2011, il dispute sept matchs, face au Japon où il inscrit son seul essai de cette édition, le Canada, la Nouvelle-Zélande, les Tonga, l'Angleterre, le pays de Galles et de nouveau les All Blacks. En 2015, il joue contre l'Italie, le Canada, inscrivant un essai lors de ce match, l'Irlande et la Nouvelle-Zélande.
Il participe à dix éditions du Tournoi des Six Nations en 2004, 2005, 2007, 2008, 2010, 2011, 2012, 2013, 2014, 2015, pour un total de 27 matchs et un essai marqué dans cette compétition. Il remporte trois éditions du tournoi, réalisant le Grand chelem en 2004, 2010, et en remportant l'édition de 2007.

### Coupe du monde
| Édition               | Rang            | Résultats France | Résultats Pascal Papé | Matchs Pascal Papé |
| --------------------- | --------------- | ---------------- | --------------------- | ------------------ |
| Nouvelle-Zélande 2011 | Finaliste       | 4 v, 0 n, 3 d    | 4 v, 0 n, 3 d         | 7/7                |
| Angleterre 2015       | Quart de finale | 3 v, 2 d         | 2 v, 2 d              | 4/5                |

Légende : v = victoire ; n = match nul ; d = défaite.

### Tournoi des Six Nations
| Édition          | Rang | Résultats France | Résultats Papé | Matchs Papé |
| ---------------- | ---- | ---------------- | -------------- | ----------- |
| Six Nations 2004 | 1    | 5 v, 0 n, 0 d    | 5 v, 0 n, 0 d  | 5/5         |
| Six Nations 2005 | 2    | 4 v, 0 n, 1 d    | 2 v, 0 n, 0 d  | 2/5         |
| Six Nations 2007 | 1    | 4 v, 0 n, 1 d    | 2 v, 0 n, 1 d  | 3/5         |
| Six Nations 2008 | 3    | 4 v, 0 n, 1 d    | 0 v, 0 n, 1 d  | 1/5         |
| Six Nations 2010 | 1    | 5 v, 0 n, 0 d    | 2 v, 0 n, 0 d  | 2/5         |
| Six Nations 2011 | 2    | 3 v, 0 n, 2 d    | 1 v, 0 n, 0 d  | 1/5         |
| Six Nations 2012 | 4    | 2 v, 1 n, 2 d    | 2 v, 1 n, 2 d  | 5/5         |
| Six Nations 2013 | 6    | 1 v, 1 n, 3 d    | 0 v, 0 n, 1 d  | 1/5         |
| Six Nations 2014 | 4    | 3 v, 0 n, 2 d    | 3 v, 0 n, 2 d  | 5/5         |
| Six Nations 2015 | 4    | 2 v, 0 n, 3 d    | 1 v, 0 n, 1 d  | 2/5         |

Légende : v = victoire ; n = match nul ; d = défaite ; la ligne est en gras quand il y a Grand Chelem.

## Vie personnelle
Écrit avec la collaboration d'Henri Haget, il publie en 2016 Double jeu, un livre autobiographique, qui met en avant les vertus du sport et du rugby : « J'ai toujours eu le sentiment d'avoir une double personnalité : il y avait le Pascal du rugby et le Pascal avec ses problèmes ». Il y aborde notamment son enfance, né de père inconnu et de mère souffrant de troubles psychologiques, son adoption et sa tentative de suicide en 2013, après sa blessure au dos lors du Tournoi des Six Nations,. Son livre éclaire également sur le joueur dont il dira : « Mes forces de joueur de rugby viennent de mes faiblesses d'homme ».